# Korubaşı, Nilüfer
Korubaşı là một xã thuộc quận Nilüfer, tỉnh Bursa, Thổ Nhĩ Kỳ. Dân số thời điểm năm 2011 là 259 người.